# Daniel González Ruiz
Daniel González Ruiz (Cervera del Río Alhama, 16 de febrero de 1893-Logroño, 27 de junio de 1969) fue un escultor español. Inició su andadura en una época en que la escultura española se movía entre la tradición y la renovación vanguardista, en consonancia con otros artistas coetáneos como Julio Antonio, Victorio Macho, Emiliano Barral, Francisco Pérez Mateo y Honorio García Condoy. Por desgracia, una enfermedad paralizante malogró su prometedora carrera.

## Biografía
Nació en el seno de una familia numerosa, dedicada a trabajos artesanales y que se trasladó desde su pueblo natal hacia Santander y, posteriormente, Vitoria. Su primer oficio fue como cantero, trabajo que realizó, entre otras obras, en la Catedral Nueva de Vitoria. En esos años inició su formación artística en la Escuela de Artes y Oficios de Vitoria, bajo la enseñanza de maestros como Lorenzo Fernández de Viana, Juan Minguell, Tomás Bergara e Ignacio Díaz de Olano.
En 1913 viajó a París, donde estuvo apenas unos meses, ya que al estallar la Primera Guerra Mundial regresó a España. Aquí trabajó en la decoración escultórica del Palacio Episcopal de Burgos, el Palacio de Comunicaciones de Madrid, el Palacio de Bendaña de Vitoria, el Casino de Biarritz y el Banco de España en Bilbao. También realizó pequeñas obras de arte sacro para la Catedral de Burgos. En esos años colaboró en el estudio de Moisés Huerta en Bilbao. Además de su producción oficial, en esta época realizó pequeñas obras de carácter más íntimo, especialmente retratos de familiares y amigos, así como desnudos femeninos; cabría citar obras como Retrato de su madre, del pintor Teodoro Dublang y del violinista Cánepa. Se denota todavía un cierto clasicismo, así como un influjo del escultor francés Auguste Rodin.
Al finalizar la contienda volvió a Francia, donde fue discípulo de Francisco Durrio. Se movió en el círculo de Pablo Picasso, Manolo Hugué, Pablo Gargallo y Josep Llorens i Artigas. En este período se contagió de las nuevas corrientes de vanguardia, como el cubismo, el futurismo o la abstracción. Fue un tiempo fructífero en cuanto a producción y empezó a recibir elogios de la crítica francesa, sobre todo por sus retratos, como los del editor Frédéric Grégoire, el tenor Campagnola, el anticuario Ferro y la actriz Jane Renouardt.
Sus primeras obras se mueven entre la tradición del realismo castellano —con una especial influencia de Julio Antonio— y las nuevas corrientes de vanguardia, con ciertos rasgos arcaizantes. Entre las obras de estos años destacan Italiana (1925, colección Berta González, Logroño) y Autorretrato (1926, Instituto de Bachillerato Daniel, Logroño). Posteriormente, evolucionó hacia un estilo que denota una mayor preocupación por el plano y el volumen, con cierta cercanía a la obra de Francisco Pérez Mateo, como se aprecia en Desnudo en bajorrelieve (1931, colección Berta González, Logroño), así como en dibujos y bocetos. Eran obras que denotaban el abandono del realismo por un mayor afán experimental, que ofrecían una interpretación del mundo figurativo con un nuevo lenguaje esquemático, de tendencia abstractizante, en consonancia con la obra desarrollada esos años por la denominada Escuela de París.
Sus siguientes obras se centraron especialmente en el retrato y el desnudo, con un estilo enérgico, de volúmenes cerrados y potentes masas, con texturas densas que frecuentemente dejaba sin pulir. Así se vislumbra en obras como Mujer sentada, Dos amigas, Arrogancia o el conjunto de bajorrelieves en madera para las sederías Perrier: Cabeza de muchacha con flor, Desnudo de espaldas, Niños tumbados. En estas últimas denota cierta influencia del art déco, como se aprecia también en el bajorrelieve La danza, realizado para un teatro de Tánger. También se acercó entonces al funcionalismo del llamado Estilo Internacional, en obras como Las tres gracias, Odaliscas, Toiletes y Maternidades. Algunos de los bocetos para estas obras, junto a otros dibujos, los publicó en un álbum titulado Ideas, escultura arquitectónica, donde se aprecia también la influencia del arte africano, el expresionismo alemán y el constructivismo. En esos años realizó también óleos, carbones y acuarelas, preferentemente de paisajes, tanto naturales como urbanos.
Desde 1927 comenzó a exponer con regularidad en las Galeries Charles-Auguste Girard y en el Salon des Indépendants. Aunque residía en París, regresaba a menudo a Vitoria y Logroño para visitar a su familia. En una de esas estancias, la Diputación de Logroño le encargó los bustos de Gonzalo de Berceo y del Marqués de la Ensenada, que representarían a La Rioja en la Exposición Iberoamericana de Sevilla de 1929. Igualmente, la empresa Fournier le encargó su símbolo identificativo para la Exposición Internacional de Barcelona de ese mismo año.
En 1930 realizó una exposición en el Ateneo Riojano de Logroño y, al año siguiente, tuvo su primera exposición individual en París, en el Atelier Perrier. Estas exposiciones le confirmaron como uno de los artistas más prometedores de la nueva escultura española. Entre otras, fueron reseñadas sus maquetas para grandes monumentos, como La raza ibérica, La paz y La lengua castellana. Entre 1932 y 1933 elaboró varios mausoleos en Logroño, como los de las familias Cadarso y Martínez-Bujanda Marauri. En 1933 casó con la maestra Ernestina Negueruela, con la que tuvo una hija, Berta. Mantenía entonces un estudio en París, en la rue du Mont Cenis n.º 13, pero pasaba cada vez mayores estancias en España.
Sin embargo, en 1933 empezó a verse afectado por la enfermedad de Parkinson, por lo que paulatinamente tuvo que ir dejando su trabajo. En 1934 fue finalista para un Monumento a la amistad entre España y México; también ganó el concurso para la estatua-imagen de la Caja de Ahorros de Vitoria. En 1936 participó en el concurso para la figura alegórica de la República promovido por el Estado. También seguía cultivando el retrato, como el del barítono Seveilhac, el financiero Sylvain Schnerb, los niños Miguel Ángel Zapatero y Ángel Cadarso, Dos hermanas y las jóvenes Isabel y Carlota Tetamanci. En 1939 realizó El Ahorro, su última gran figura, pero ya le costaba mucho trabajar.
Pasada la Guerra Civil, el trabajo como maestra de su mujer les llevó a residir en Guadalajara y Navarra. Daniel siguió haciendo algunas pequeñas obras y dibujos, aunque su pasión por el arte se centró más en la lectura y la fotografía. En 1960 regresaron a Logroño, donde, en 1964, se celebró una retrospectiva de su obra en la Caja de Ahorros. Falleció en 1969, año en que se organizó una Exposición-homenaje promovida por el Museo Provincial y el Grupo 8.
En 1985 fue seleccionado para formar parte de la exposición Escultura española 1900-1936, celebrada en el Retiro de Madrid. Al año siguiente, el Gobierno de La Rioja le dedicó una Exposición antológica con motivo de la inauguración del Museo de Calahorra. En 1990 se le otorgó la Medalla de La Rioja. Al año siguiente se organizó la exposición Daniel González 1893-1969 en la Sala Amós Salvador. En 2001, la Fundación Cultural Mapfre Vida expuso algunas de sus obras en Madrid, en la muestra titulada Un nuevo ideal figurativo. En 2004 participó en la exposición Rodin y la revolución de la escultura. De Camille Claudel a Giacometti.
La obra de Daniel está presente en numerosas instituciones y museos, como el Museo de La Rioja, la Colección del Senado, el Museo Nacional Centro de Arte Reina Sofía, el Instituto Valenciano de Arte Moderno y el Museo de Bellas Artes de Álava. En 2019, los herederos de Daniel, bajo la iniciativa de su nieta Berta Bartolomé González, constituyeron la Fundación Escultor Daniel, dedicada a difundir la obra del artista. En su pueblo natal hay una calle con su nombre: Calle Escultor Daniel.